# Cosmarium venustum
Cosmarium venustum là một loài Song tinh tảo trong họ Desmidiaceae, thuộc chi Cosmarium.